# NGC 1342
NGC 1342 è un ammasso aperto di età intermedia visibile nella costellazione di Perseo.

## Osservazione

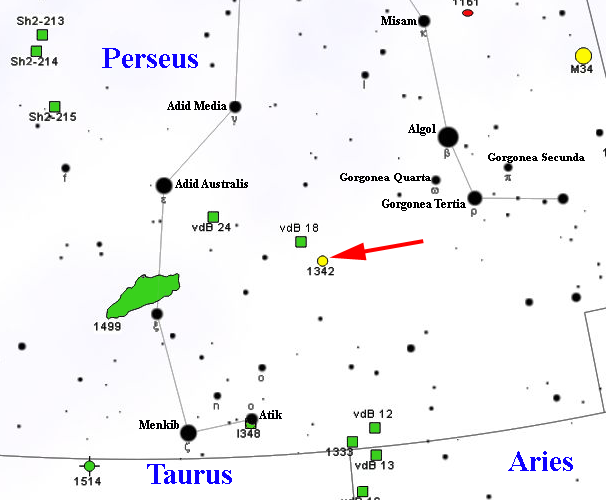
Mappa per individuare NGC 1342.

Si individua nella parte meridionale della costellazione, quasi a metà strada fra le stelle Algol (β Persei) e ζ Persei; giace lontano dal piano della Via Lattea, in direzione di un campo stellare relativamente povero. Attraverso un binocolo 10x50 è visibile come un piccolo addensamento di deboli stelle di magnitudine 8 e 9; con un telescopio da 120mm si risolve in una ventina di stelle fino alla magnitudine 12 sparse su un diametro di 14', mentre con strumenti ancora più grandi si evidenzia maggiormente la scarsa concentrazione e il basso numero di componenti, benché l'oggetto appaia comunque contrastato rispetto ai campi stellari circostanti.
La declinazione moderatamente settentrionale di quest'ammasso favorisce gli osservatori dell'emisfero nord, sebbene si presenti circumpolare solo a partire da latitudini elevate; dall'emisfero australe la sua osservazione risulta penalizzata in particolare dalle regioni situate a elevate latitudini meridionali. Il periodo migliore per la sua osservazione nel cielo serale è quello compreso fra ottobre e marzo.

## Storia delle osservazioni
NGC 1342 venne individuato per la prima volta da William Herschel nel 1799 attraverso un telescopio riflettore da 18,7 pollici; suo figlio John Herschel lo riosservò in seguito e lo inserì poi nel suo General Catalogue of Nebulae and Clusters col numero 717.

## Caratteristiche
NGC 1342 è un ammasso poco popoloso e debolmente concentrato, seppure relativamente appariscente; la sua distanza è stimata attorno ai 665 parsec (2168 anni luce), corrispondente a una regione situata sul bordo esterno del Braccio di Orione, in una posizione intermedia fra la Nube di Perseo, situata vicino alla sua linea di vista, e l'associazione OB Camelopardalis OB1.
La sua età è stimata sui 450 milioni di anni ed è pertanto un ammasso di età intermedia, in cui le originarie stelle più massicce hanno già terminato il loro ciclo vitale; nonostante ciò è possibile osservare nella sua direzione diverse stelle di classe spettrale B e A, fra le quali soltanto alcune possono appartenere fisicamente all'ammasso, come si evince dai diagrammi colore-magnitudine costruiti sui dati di queste stelle. Nutrita è invece la popolazione di stelle di classe spettrale F.